# Пролетарский (Долбёнкинский сельсовет)
Пролета́рский — упразднённый посёлок, существовавший на территории Дмитровского района Орловской области. Входил в состав Долбёнкинского сельсовета.

## География
Располагался в 12 км к юго-востоку от Дмитровска, по правую сторону автомобильной дороги из Железногорска в Дмитровск. Состоял из 1 улицы, протянувшейся с востока на запад. Ближайший, ныне существующий населённый пункт — посёлок Новоалексеевский.

## История
Возник в начале XX века. Среди первых жителей Пролетарского были переселенцы из соседней деревни Ферезёво. В 1926 году в посёлке было 8 дворов, проживало 50 человек (22 мужского пола и 28 женского). В то время Пролетарский входил в состав Трофимовского сельсовета Долбенкинской волости Дмитровского уезда. Позднее передан в Долбенкинский сельсовет. С 1928 года в составе Дмитровского района. В 1937 году в посёлке было 9 дворов.
Во время Великой Отечественной войны, с октября 1941 года по август 1943 года, Пролетарский находился в зоне немецко-фашистской оккупации. Неудачная попытка освободить посёлок была предпринята 4 марта 1943 года отдельным лыжным батальоном 149-й стрелковой дивизии.
До конца 1950-х годов крестьянские хозяйства Пролетарского входили в состав колхоза имени Крупской (центр в п. Новоалексеевский), затем вошли в состав более крупной артели — имени XXI съезда КПСС (центр в с. Долбёнкино). Упразднён 5 июня 1984 года.

## Население
| Годы      | 1926 |
| --------- | ---- |
| Население | 50   |